# Perrudja
Perrudja ist ein 1929 erschienener Roman des Hamburger Schriftstellers Hans Henny Jahnn (1894–1959). Das Werk hat eine singuläre Bedeutung in der deutschsprachigen Literatur, einerseits wegen seines bildgewaltigen und sprachschöpferischen Textes, andererseits wegen seiner mit ungewöhnlich disparaten Formen versehenen Handlung. Gleichzeitig ist es jedoch auch wegen der unkonventionellen Darstellung des Sexuellen umstritten. Der Roman wird dem Expressionismus zugeordnet.

## Inhalt

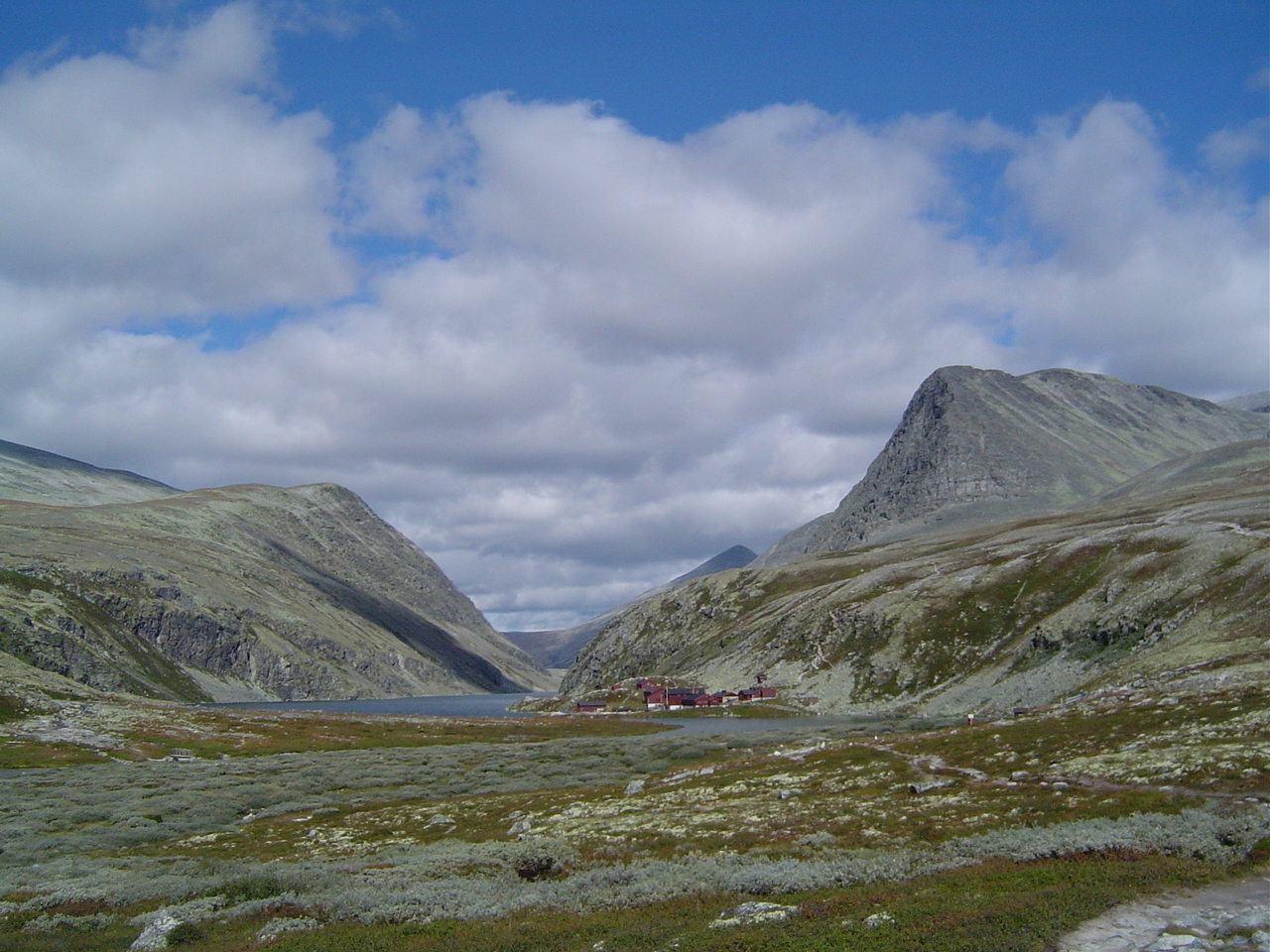
„An seinen nördlichen Rändern, die steil, baumlos, bildete es die südliche Grenze der Bergrechte Perrudjas. Die granitene Rinne endete in einem Kessel, ähnlich einem steilwandigen Trichter.“

Die Handlung des Romans spielt in einem archaisch und zeitlos anmutenden Norwegen. Jahnn erzählt die Lebensgeschichte eines Mannes namens Perrudja, dessen Herkunft im Unklaren bleibt. Als Kind wächst er einsam in den Bergen auf. Überraschend versorgt Mr. Grigg, ein geheimnisvoller Fremder, den Jungen mit hohen Geldbeträgen, die aus einer großen Erbschaft stammen sollen. Mit dem unerwarteten Reichtum plant Perrudja, die Welt zum Besseren zu ändern. Er baut sich eine wuchtige tempelartige Festung und gründet eine Jugendorganisation, mit deren Hilfe er Gerechtigkeit und Frieden auf der Erde erreichen will.
Perrudjas Geschlechtsleben ist unbestimmt. Er fühlt sich sinnlich zu seiner Stute Shabdez hingezogen, aber auch zu dem Arbeitersohn Alexander. Schließlich wirbt er um Signe, der er bereits in der Kindheit begegnet ist, und tötet ihren Verlobten, um sie zu erobern. Signe nimmt Anstoß an seiner Feigheit und Unentschlossenheit. Die Ehe wird in der Hochzeitsnacht nicht vollzogen, als Signe erfährt, dass Perrudja sie über den Mord an seinem Nebenbuhler belogen hat. Signe wendet sich von ihm ab und beginnt ein Verhältnis mit ihrem Knecht.
Perrudja geht daraufhin eine enge Blutsbrüderschaft mit Signes Bruder Hein ein, was bei ihm ein neues und starkes Sendungsbewusstsein auslöst. Zusammen mit Mr. Grigg plant er, durch den Einsatz seiner milliardenschweren finanziellen Mittel und mit Hilfe modernster Waffen einen Endkrieg zu führen, um durch eine zweite Sintflut die Rettung der von der Zivilisation verdorbenen Menschheit zu erringen. Doch Perrudja ist kein starker Held, er zieht wieder in die Einsamkeit der Berge, während die Vorbereitungen zum Krieg ohne sein Zutun immer größere Dimensionen annehmen.

## Entstehungsgeschichte
Bereits im norwegischen Exil während des Ersten Weltkriegs konzipierte Jahnn den Roman, der von seinen nordischen Erfahrungen inspiriert wurde. Die Hauptfigur Signe benannte er beispielsweise nach einem Mädchen, dem er dort eine Liebeserklärung geschrieben hatte. Den ursprünglichen Titel Perrudjan änderte er später, da dieser zu sehr an seinen eigenen Namen erinnerte. 1927 hatte er eine erste Manuskriptfassung abgeschlossen. Die Lektüre des Ulysses von James Joyce beeindruckte ihn aber so sehr, dass er begann, in den nächsten beiden Jahren seinen im konventionellen Stil geschriebenen Roman umzuarbeiten. Er verwendete nun perspektivische Verschiebungen, innere Monologe und fügte Symbole, Gedichte, Musik und andere Joycesche Kunstmittel ein. Der Hamburger Verlag Enoch, mit dem Jahnn einen Vertrag über die Veröffentlichung hatte, verlangte 1929 umfangreiche Streichungen und Änderungen, die Jahnn ablehnte. Nach Auflösung des Vertrages übernahm der Gustav Kiepenheuer Verlag den Druck einer limitierten zweibändigen Ausgabe von 1020 Exemplaren. Der Verkauf verlief trotz lobender Kritiken schleppend; Gründe waren der hohe Verkaufspreis dieser bibliophil ausgestatteten Ausgabe, aber auch Umfang und Schwierigkeitsgrad des Romans.

## Rezeption
Die Erstveröffentlichung wurde von Jahnns Schriftstellerkollegen Alfred Döblin und dem Herausgeber der Literarischen Welt, Willy Haas gelobt. In der Neuen Zürcher Zeitung äußerte sich Klaus Mann ausführlich, lobte das gesamte Werk und hob einzelne Episoden heraus: „Diese Kindheitserinnerung ist eines der Glanzstücke des Buches, sie ist große Dichtung, von einer Trauer und Innigkeit ohnegleichen …“ und schloss: „Das Buch ist klug bis zum Rausch, seine Kritik ist streng wie ein Gerichtstag.“ Die Neuausgabe erhielt 1958 neben lobenden Kritiken nur vereinzelt entschiedene Ablehnung. In den Jahren 1958–1959 erschienen allein 40 Rezensionen in überregionalen Zeitungen sowie Literaturzeitschriften und Büchern, was aber nicht zu einer Leserflut führte, da viele damals von der unkonventionellen Darstellung des Sexuellen, aber auch von der experimentellen Sprachform abgeschreckt wurden. Als 1970 Jahnns Gesamtausgabe erschien, schrieb Jahnns Freund Werner Helwig über Perrudja II, dass diese zur Fortsetzung des „symphonischen Romanwerks“ gedachten Fragmente „zu den geschlossensten und schönsten Stücken des Nachlasses“ zählten. „Man hätte sich wünschen mögen, dass dieses seltsamste aller Prosawerke deutscher Sprache ganz hätte ausreifen dürfen.“ Heute wird der Roman als ein Meisterwerk der expressionistischen Literatur gesehen.

## Über den Roman

### Aufbau und Stil
Jahnn hat den Roman – ähnlich wie Alfred Döblin in Berlin Alexanderplatz (ebenfalls 1929 erschienen) – mit ungewöhnlich vielen disparaten Elementen durchsetzt, die manchmal auf den ersten Blick keine Verbindung zur eigentlichen Handlung aufweisen. Es sind zum Beispiel eingefügte Geschichten, Gedichte, Märchen, musikalische Einlagen (Notenblätter), Wortspiele, Medizinisches, Kochrezepte, Gemüsesorten oder andere Wortkataloge. Dazu kommen innere Monologe mit „komplexen zeitlichen und perspektivischen Verschiebungen“ (Thomas Freeman). Dieser Schreibstil, den auch James Joyce bei seinem Ulysses-Werk anwandte, wurde in der Literaturwissenschaft vielfach analysiert und war letzten Endes ausschlaggebend für die positive Rezeption, welche den hohen künstlerischen Rang des Romans innerhalb der Literatur anerkannte. In diesem disparaten („verwilderten“, wie sich Paul Fechter ausdrückt) Roman scheint sich der Erzähler teilweise auszuschalten. Eine besondere Rolle spielen dabei die symbolisch wirkenden eingebauten Geschichten; einzelne lassen sich auch völlig ohne Bezug zum Werk lesen; so erschien 1954 das rororo-Taschenbuch Dreizehn nicht geheure Geschichten, das ausschließlich Auszüge aus Jahnns Werken Perrudja und Fluß ohne Ufer enthielt.

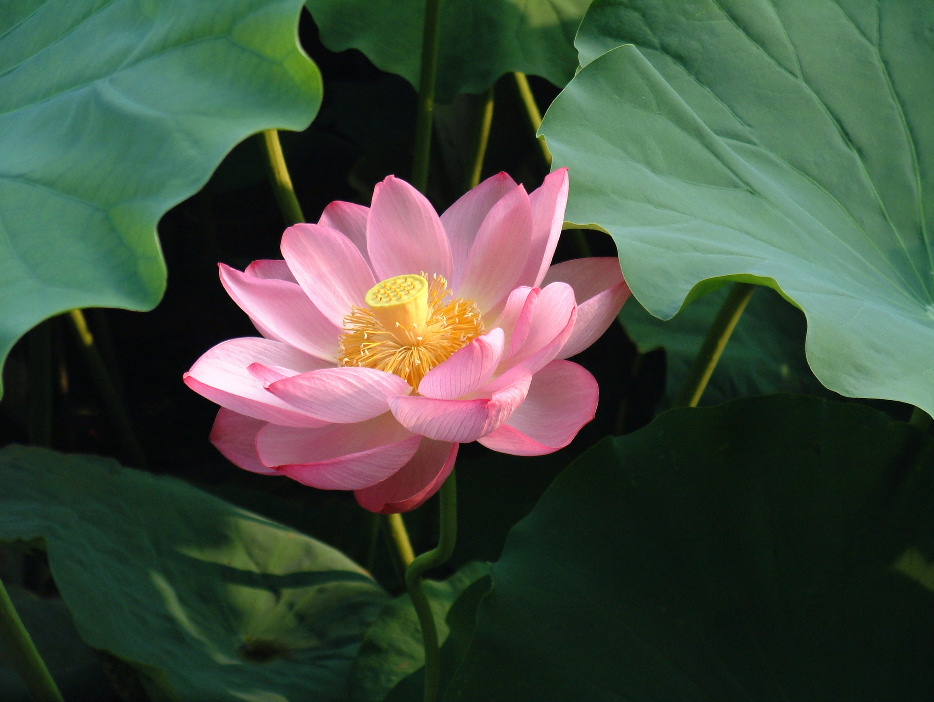
In Jahnns Perrudja symbolisiert die auf dem Wasser schwimmende Lotosblüte das Leben und das Schöpferische:
„… schwimmt die Lotosblume, blau, bleich, siebengefaltet“

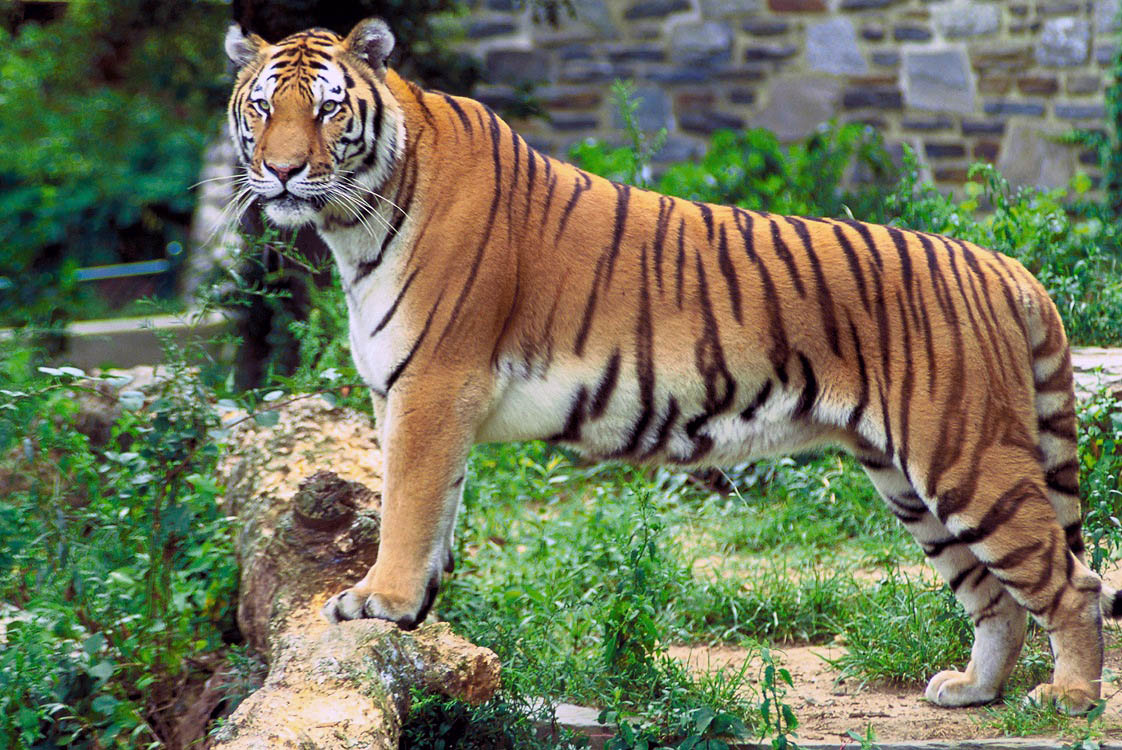
Immer wieder taucht die Tigerin als Symbol der Zerstörung auf:
„Die Erinnerungen an Signe wurden spärlicher. Die Tigerin schlich seltener durch seine Träume.“

### Symbole
Von den vielen im Roman auftauchenden Symbolen sind Lotos und Tiger die wichtigsten. Beide sind Symbole des Schöpferischen und Zerstörerischen. Oftmals kommen Verwandlungen von Menschen in Tiere vor, wobei Signe gleichzeitig als schöne Frau und grausame Jägerin erscheint. In Signe überbrückt das Symbol des Tigers – mal lebensbejahend und mal zerstörerisch – die zwei einander entgegengesetzten Bereiche. Die mehrfach auftauchende Lotosblume weist, wie manche andere Elemente, auf das Gilgamesch-Epos hin, mit dem der Perrudja-Roman oft in Verbindung gebracht wird. Hans Wolffheim vertritt beispielsweise die These, dass Signe eine moderne Reinkarnation der Ischtar darstelle.

### Analyse und Deutungen
In seinen Werken will Jahnn die Menschen wieder zur ursprünglichen „Harmonie der Schöpfung“ führen. In Perrudja soll die Erneuerung durch einen globalen Krieg erwirkt werden, der zu einer von der Zivilisation befreiten Ordnung führen soll. Die Harmonie kann für Jahnn auch durch auserwählte Liebende und Kunstschaffende entstehen. Wesentliche Elemente in Perrudja wie in manchen anderen seiner Werke sind die Liebe zum Tier (besonders zum Pferd), zur Natur und zum Menschen (homo- oder heterosexuell), Freundschaft, Blutsbrüderschaft und Schönheit. Auf der anderen Seite stehen Ängste vor dem Tod, vor Grab und Verwesung. Ein Literaturlexikon sieht das Werk als „Wortwerdung des Sehnens nach heidnischer Wiedergeburt eines Mythos aus dem Trieb des Fleisches“, wonach sich für Jahnn diese Sehnsucht „schmerz- und lustvoll in allen Erscheinungsformen des Sexuellen und Kreatürlichen“ verwirkliche. Diese unkonventionellen Aspekte haben manche Leser in den ersten Erscheinungsjahren abgeschreckt. Hans J. Fröhlich meint in seinem Essay Romane von gestern – heute gelesen, es sei nahezu unmöglich, sich als Leser mit einer der Hauptgestalten zu identifizieren, das Buch läse sich, „als sei es von einem babylonischen Epiker auf Steintafeln geritzt“. Jahnns Biograph Thomas Freeman zieht eine andere Bilanz. Er konstatiert, dass das ganze Werk sich als Wachtraumphantasie eines Einsamen deuten ließe, „der sich in die Rolle eines Weltherrschers versetzt.“

### Perrudja II
Der Roman blieb unvollendet, vom zweiten Teil sind nur Fragmente erhalten, die postum erschienen. Bis 1933 hatte sich Jahnn noch intensiv mit der Fortsetzung beschäftigt, dann aber mit Arbeiten am Roman Fluß ohne Ufer begonnen. Im Vorwort der Perrudja-Neuausgabe von 1958 schrieb er, dass die Entwicklung moderner Naturwissenschaften eine Fortführung seines ursprünglichen Konzeptes nicht mehr zuließe. Aus den Fragmenten ist nicht zu erkennen, wie er sich den Schluss des Romans vorgestellt hatte.

### Zitate
„Perrudja aß seine Abendmahlzeit. Bissen nach Bissen. Vorsichtig mit beinahe feister Gebärde. Die Hand schob in den Mund. Seine Zähne zermalmten das grobe Brot. Das regelmäßige Geräusch des brechenden Backwerks hinterließ ihm keine Befriedigung. Er aß. Es wäre vielleicht unterblieben, hätte eine leibliche Kraft, von der er nichts verstand, ihm nicht diktiert, daß ein Bedürfnis dafür vorliege. Eben jener Trieb zur Erhaltung, diese donnernde Lebensbejahung von Blut und Eingeweiden, die er zu leerem Schweigen erzogen. Jedenfalls dann, wenn die Möglichkeit offen lag, daß sie in die Bezirke seiner Träume, seines Herzens, einbrechen konnten. Es hätte festgestellt werden können, daß Perrudja Hunger mit Bewußtsein nie empfunden hatte.“

„Der Roman hat manche Tendenzen. Ich liebe die kapitalistische Weltordnung nicht. Nicht die angewandte Wissenschaft der Kriege und Giftgase. Nicht die sinnlose Vermehrung der Menschen mit dem Ziel der Armut und Arbeitslosigkeit, der Katastrophen für alle Tiere. Ich bin noch niemals dem Normalmenschen begegnet, habe ihn deshalb auch nicht schildern können. Eine positive Leistung habe ich mich bemüht zu vollbringen, das Dasein zu bejahen. […] Aber es gibt keine Helden in dem Buch, und Alexander ist ein kleiner Bursche, der seine Schönheit als Liebesware verhandelt, Fernando Cortez muß manches bezeugen, was nicht zum Vorteil der göttlichen Weltordnung gereicht. […] Kauft das Buch, es ist nicht schlechter als das meiste andere, für das ihr Geld aufwendet.“

## Publikationen (Auswahl)